# Liadagmis Povea
Liadagmis Povea Rodríguez (* 6. Februar 1996 in San Juan y Martínez) ist eine kubanische Leichtathletin, die sich auf den Dreisprung spezialisiert hat.

## Sportliche Laufbahn
Erste internationale Erfahrungen sammelte Liadagmis Povea bei den Juniorenweltmeisterschaften 2014 in Eugene, bei denen sie mit 14,07 m die Silbermedaille hinter der Französin Rouguy Diallo gewann. Im Jahr darauf wurde sie bei den Panamerikanischen Spielen in Toronto mit 13,97 m Sechste und gewann anschließend bei den Panamerikanischen-Juniorenmeisterschaften in Edmonton mit 14,08 m erneut die Silbermedaille. 2016 qualifizierte sie sich für die Olympischen Spiele in Rio de Janeiro, bei denen sie aber mit 13,63 m nicht das Finale erreichte, wie auch bei den Weltmeisterschaften 2017 in London, bei denen sie mit einer Weite von 13,55 m in der Qualifikation ausschied. 2018 gewann sie bei den Zentralamerika- und Karibikspielen (CAC) in Barranquilla mit 13,44 m die Bronzemedaille hinter den Kolumbianerinnen Caterine Ibargüen und Yosiris Urrutia. Bei den Panamerikanischen Spielen 2019 in Lima gewann sie mit 14,60 m die Bronzemedaille hinter der Venezolanerin Yulimar Rojas und Shanieka Ricketts aus Jamaika. Sie galt auch als Medaillenkandidatin bei den Weltmeisterschaften in Doha, schied dort aber überraschend mit 14,08 m in der Qualifikation aus. 2021 erreichte sie bei den Olympischen Spielen in Tokio das Finale und belegte dort mit 14,70 m den fünften Platz.
2022 startete sie bei den Hallenweltmeisterschaften in Belgrad und gelangte dort mit 14,45 m auf den fünften Platz. Im Mai gewann sie bei den Ibero-Amerikanischen Meisterschaften in La Nucia mit 14,41 m die Silbermedaille hinter ihrer Landsfrau Leyanis Pérez und im Juli verpasste sie bei den Weltmeisterschaften in Eugene mit 14,01 m den Finaleinzug. Im Jahr darauf gewann sie bei den Zentralamerika- und Karibikspielen in San Salvador mit 14,85 m die Bronzemedaille hinter der Venezolanerin Yulimar Rojas und Landsfrau Leyanis Pérez. Anschließend belegte sie bei den Weltmeisterschaften in Budapest mit 14,76 m im Finale den sechsten Platz und wurde kurz darauf mit 14,73 m Dritte bei Weltklasse Zürich. Im November gewann sie bei den Panamerikanischen Spielen in Santiago de Chile mit 14,41 m die Silbermedaille hinter ihrer Landsfrau Leyanis Pérez. 2024 gelangte sie bei den Olympischen Sommerspielen in Paris mit 14,64 m im Finale auf Rang vier. Im Jahr darauf gewann sie bei den Hallenweltmeisterschaften in Nanjing mit 14,57 m die Silbermedaille hinter ihrer Landsfrau Leyanis Pérez.
In den Jahren 2017 und 2019 wurde Povea kubanische Meisterin im Dreisprung.

## Persönliche Bestleistungen
- Weitsprung: 6,20 m (+0,7 m/s), 19. Mai 2023 in Havanna
- Dreisprung: 14,93 m (+0,8 m/s), 22. Mai 2021 in Havanna
  - Dreisprung (Halle): 14,81 m, 15. Februar 2023 in Liévin